# Thapsos
Thapsos (Θαψός en grec ancien) est l'un des plus importants sites archéologiques de l'Âge du bronze en Sicile. Situé sur la péninsule de Magnisi, à Priolo Gargallo, dans la province de Syracuse, il a donné son nom à la culture de Thapsos, correspondant à l'Âge du bronze moyen en Sicile.

## Chronologie

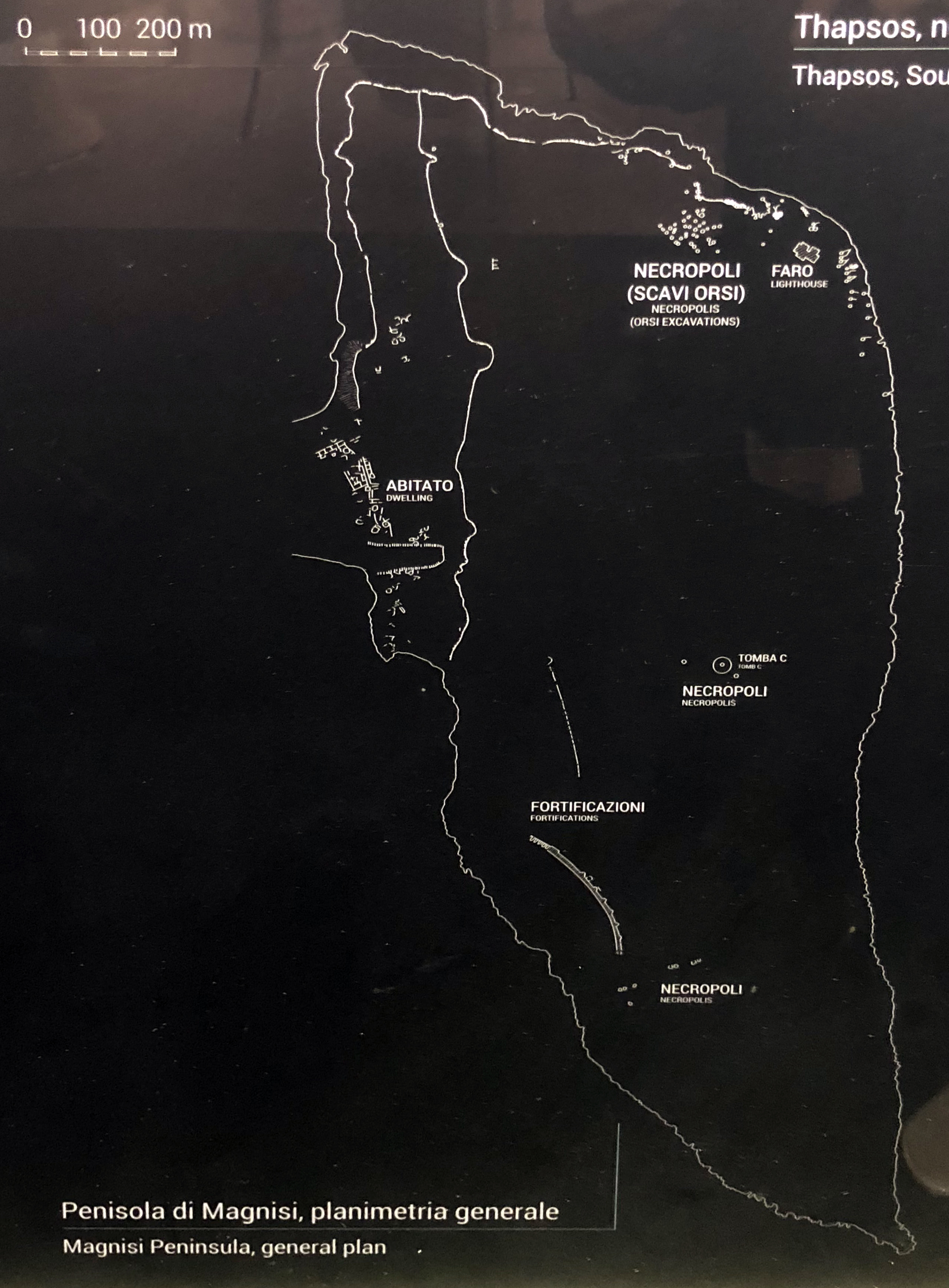
Carte de Thapsos

À un premier village fortifié du Bronze ancien succède un établissement plus vaste au Bronze moyen, le plus grand connu en Méditerranée occidentale (1 kilomètre sur 300 mètres), cerné par une nouvelle enceinte. 
Les fouilles ont mis au jour des cabanes aux influences locales et mycéniennes.

## Sépultures
Les sépultures trouvées sont des coupoles creusées dans le roc, selon la tradition égéenne. D'autres consistent en des jarres décorées placées dans de petites cavités naturelles.

## Céramique
Les vases trouvés sur le site se rapprochent moins de ceux de Castelluccio di Noto (à une quarantaine de kilomètres à l'est) que de ceux de la culture de Tyndaris, à 150 km sur la côte nord. De plus, ont été trouvés de nombreux vases importés du monde mycénien, ainsi que de Chypre et de Malte.